# Госларит
Госларит (рос. госларит; англ. goslarite; нім. Goslarit m) — мінерал, семиводний сульфат цинку острівної будови.

## Загальна характеристика
Хімічна формула: ZnSO4·7H2O. Склад у %: ZnO — 28,30; SO3 — 27,84; Н2О — 43,86. Цинковиста відміна безперервного ізоморфного ряду гослариту — епсоміту. Сингонія ромбічна. Псевдотетрагональний вид. Штучні кристали призматичні. Звичайно зустрічається у вигляді нальотів, кірочок, сталактитових та сталагмітових мас волокнистої будови і щільних, зернистих або волокнистих агрегатів. Спайність досконала. Густина 1,978. Твердість 2-2,5. Безбарвний і прозорий (чисті кристали). Блиск скляний, у волокнистих відмін шовковистий полиск. Утворюється в зоні вивітрювання цинкових родовищ. Рідкісний.

## Різновиди
Розрізняють:
- ґосларит залізистий (відміна ґослариту, яка містить до 6,5 % FeO);
- ґосларит магніїстий (відміна ґослариту, яка містить до 4,5 % MgO);
- ґосларит марганцевистий (відміна ґослариту, яка містить до 6,5 % MnO);
- ґосларит мідний (відміна ґослариту, яка містить до 7 % CuO).